# Богданівська сільська рада (Долинський район)
| Богданівська сільська рада — орган місцевого самоврядування у Долинському районі Кіровоградської області з адміністративним центром у с. Богданівка. Сільській раді підпорядковані населені пункти: - с. Богданівка - с. Братський Посад - с. Вишневе - с. Гординівка - с. Згода - с. Катеринівка - с. Марфівка - с. Новоданилівка - с. Очеретяне - с. Славне - с. Фалькове |

## Склад ради
Рада складається з 16 депутатів та голови.

### Керівний склад ради
| ПІБ                           | Основні відомості                                                         | Дата обрання | Дата звільнення |
| ----------------------------- | ------------------------------------------------------------------------- | ------------ | --------------- |
| Панченко Валентина Григорівна | Сільський голова, 1954 року народження, освіта, позапартійна              | 26.03.2006   | 31.10.2010      |
| Панченко Валентина Григорівна | Сільський голова, 1951 року народження, освіта вища, член Партії регіонів | 31.10.2010   |                 |

Примітка: таблиця складена за даними джерела

## Населення
Згідно з переписом УРСР 1989 року чисельність наявного населення села становила 2390 осіб, з яких 1078 чоловіків та 1312 жінок.
За переписом населення України 2001 року в селі мешкало 2125 осіб.

### Мова
Розподіл населення за рідною мовою за даними перепису 2001 року:
| Мова       | Відсоток |
| ---------- | -------- |
| українська | 95,33 %  |
| російська  | 3,97 %   |
| білоруська | 0,61 %   |
| вірменська | 0,05 %   |
| молдовська | 0,05 %   |